# Antanas Vinkus
Antanas Vinkus (ur. 25 grudnia 1942 w Kretyndze) – litewski lekarz, polityk, dyplomata, minister zdrowia (1989–1990, 1994–1996), ambasador w Rosji (2008–2011), w latach 2011–2013 burmistrz Neryngi, poseł na Sejm Republiki Litewskiej.

## Życiorys
W 1966 ukończył studia w Kowieńskim Instytucie Medycznym. W latach 1966–1968 był lekarzem w Szpitalu Miejskim w Neryndze. Od 1968 pracował w Szpitalu Republikańskim w Kłajpedzie na stanowiskach lekarza terapeuty (1968–1970), kierownika oddziału terapeutycznego (1970–1972) i kierownika polikliniki (1972–1975). W latach 1975–1982 pełnił funkcję lekarza naczelnego w Szpitalu Kłajpedzkim. Od 1982 zajmował stanowisko zastępcy ministra zdrowia i głównego lekarza sanitarnego Litewskiej SRR. W latach 1986–1989 był lekarzem naczelnym w Klinice Kowieńskiego Instytutu Medycznego.
Od 1989 do 1990 pełnił funkcję ministra zdrowia Litewskiej SRR. W latach 1990–1993 był zastępcą ministra opieki socjalnej, zaś w latach 1993–1994 zastępcą ministra zdrowia. 10 listopada 1994 otrzymał nominację na stanowisko ministra zdrowia, które zajmował do 17 grudnia 1996. W latach 1996–2002 był generalnym dyrektorem kliniki w Santaryszkach należącej do szpitala uniwersyteckiego w Wilnie.
Od 2002 pracował w służbie dyplomatycznej Republiki Litewskiej – był ambasadorem w Estonii (2002–2006) i na Łotwie (2006–2008). W latach 2008–2011 kierował misją dyplomatyczną Litwy w Rosji. W wyborach w 2011 uzyskał mandat radnego Neryngi z listy Litewskiej Partii Socjaldemokratycznej. 14 kwietnia 2011 został wybrany na burmistrza tego miasta. W 2013 został doradcą premiera Algirdasa Butkevičiusa.
W wyborach parlamentarnych w 2016 z ramienia socjaldemokratów uzyskał mandat posła na Sejm. W październiku 2017 został wykluczony z LSDP. W marcu 2018 przystąpił do nowo powołanej Litewskiej Socjaldemokratycznej Partii Pracy. W 2020 jako kandydat Litewskiego Związku Zielonych i Rolników ponownie został wybrany do Sejmu.

## Odznaczenia
- Order Wielkiego Księcia Giedymina IV klasy (2000)[7]
- Order Gwiazdy Białej II klasy (2004)[8]
- Order Krzyża Ziemi Maryjnej I klasy (2006)[8]
- Order Trzech Gwiazd III klasy (2008)[8]
- Krzyż Oficerski Orderu Zasługi Rzeczypospolitej Polskiej (2013)[9][10]
- Medal Rady Bałtyckiej (2005)[11]